# Francesc Fenollosa i Ten
Francesc Fenollosa i Ten   (la Vall d'Uixó, 1955) és un actor, director de doblatge i promotor cultural valencià.
Fou l'impulsor dels Premis Tirant de l'audiovisual, posteriorment reanomenats Tirant Avant. També va realitzar l'organització del Festival Internacional Tirant de Mòbil, únic certamen audiovisual «on line» del País Valencià. Després d'estudiar Magisteri, Fenollosa exercí com mestre d'EGB i de professor de valencià per a professionals de l'ensenyament en l'Alt Palància i La Plana.
Amb els inicis del doblatge en valencià el 1988, Fenollosa es forma com a actor de doblatge en els estudis Sona-Bloc i Cut Eleven de Barcelona, sengles desapareguts. Els primers doblatges importants que va fer Fenollosa foren Els guardians de la Galàxia (sèrie) i L'Home del braç d'or (llargmetratge). A partir de 1990 va començar a doblar-se sèries japoneses, que es van repartir entre diversos estudis de doblatge valencians. Entre les quals la coneguda Bola de Drac, on doblà el personatge del Geni Tortuga. També va interpretar al Capità Planeta en la seua versió per a Canal Nou. Durant la dècada dels noranta del segle passat i la primera del segle xxi, Fenollosa passa per l'Associació d'Actors i Actrius Professionals Valencians i de la Federació Valenciana de l'Audiovisual, entitats de les quals en va arribar a ser President.